# Édouard Houtart
Jonkheer  Marie Antoine Paul Edouard Houtart (Dampremy, 23 juni 1847 - Monceau-sur-Sambre, 14 december 1931), lid van de Belgische familie Houtart, was een mecenas.

## Levensloop
Edouard Houtart was de derde van de vijf kinderen van baron Jules Houtart (1814-1902) en Pauline Gillieaux (1825-1904). Hij bleef vrijgezel en bewoonde het familiekasteel in Monceau, dat na hem eigendom werd van de gemeente.
Hij promoveerde tot doctor in de rechten en doctor in de wijsbegeerte en letteren. Hij was commissaris in de vennootschap Charbonnages de Noël-Sart-Culpart (Gilly), waar zijn vader de voorzitter van was. Hij werd voorzitter van de Société archéologique de Charleroi, corresponderend lid van de Koninklijke Commissie voor Monumenten en Landschappen en lid van de Gilde van Sint-Thomas en Sint-Lucas.
Groot kunstliefhebber, verzamelde hij in zijn kasteel oude handschriften, schilderwerken, boeken, enzovoort. Een aanzienlijk deel hiervan schonk hij aan de stad Brugge op 14 november 1926. Hij schonk ook voorwerpen in Doorniks porselein aan het Museum in Doornik.
Hij droeg ook bij tot de restauratie van de abdij van Aulne. Hij interesseerde zich ook voor de geschiedenis van de prinsen van Gaver, de vroegere eigenaars van het kasteel van Monceau, van wie hij de archieven verzamelde. Die archieven werden in 1938 door zijn erfgenamen, baron Maurice Houtart en Jean de Dorlodot, gedeponeerd in het Rijksarchief. Dezelfden schonken aan het Museum van het Jubelpark feestkledij afkomstig van de families van Gaver en de la Marck.

## De Brugse schenking
Onder de kunstwerken die Houtart aan Brugge schonk bevonden zich:
- Twaalf schilderijen, hoofdzakelijk behorend tot de school van de Vlaamse Primitieven, maar ook het uitzonderlijke 'Vieruurtje' door Jan Garemyn.
- Vier getijdenboeken, handschriften afkomstig uit Brugse of andere middeleeuwse ateliers.[1]

In november 1976 werden leden van de familie Houtart ontvangen in Brugge door hoofdconservator Aquilin Janssens de Bisthoven. De donatie van vijftig jaar geleden werd in herinnering gebracht. Bij die gelegenheid werd de 'Familievereniging Houtart' opgericht.

## Publicatie
- Notice sur quelques objets d’art offerts à la Ville de Bruges, Monceau-sur-Sambre, 1926.